# Galechirus
Genre
Galechirus est un genre éteint de thérapsides anomodontes ayant vécu au Permien supérieur dans la formation géologique continentale de Karoo dans le désert actuel du même nom (désert du Karoo) en Afrique du Sud.

## Description
Galechirus mesurait environ 30 centimètres, il ressemblait à un lézard.
Il est considéré comme un dicynodonte par certains paléontologues ; d'autres pensent que Galechirus est une forme juvénile d'un thérapside plus grand. À en juger par ses dents, c'était un insectivore.

## Liste des espèces
Trois espèces ont été décrites par l'inventeur du genre, Robert Broom :
- † Galechirus jouberti Broom, 1913
- † Galechirus scholtzi Broom, 1907(espèce type)
- † Galechirus whaitsi Broom, 1907

Toutefois Paleobiology Database (27 janvier 2021) n'en reconnait que deux :
- † Galechirus scholtzi Broom, 1907
- † Galechirus whaitsi Broom, 1907